# 1609
1609 (MDCIX) byl rok, který dle gregoriánského kalendáře započal čtvrtkem.

## Události
- 9. července – Rudolf II. vydává Majestát.
- Albrecht z Valdštejna se poprvé žení a bere si mladou vdovu Lukrécii Nekšovou z Landeka
- 23. prosince – jezuité založili v Jižní Americe svoji první redukci, San Ignacio Guazú.

### Probíhající události
- 1568–1648 – Nizozemská revoluce
- 1568–1648 – Osmdesátiletá válka
- 1600–1611 – Polsko-švédská válka
- 1609–1618 – Rusko-polská válka

## Vědy a umění
- Galileo Galilei uskutečnil první astronomické pozorování pomocí dalekohledu
- Johannes Kepler vydal knihu Astronomia nova v níž otiskl své první dva Keplerovy zákony

## Narození
Česko
- 20. ledna – Václav Eusebius Popel z Lobkovic, český šlechtic a vojevůdce († 22. dubna 1677)
- 28. října – Františka Slavatová z Meggau, šlechtična původem ze srbskolužického rodu pánů z Meggau († 22. září 1676)
- neznámé datum
  - Alberik Mazák, česko-rakouský hudební skladatel († 9. května 1661)

Svět

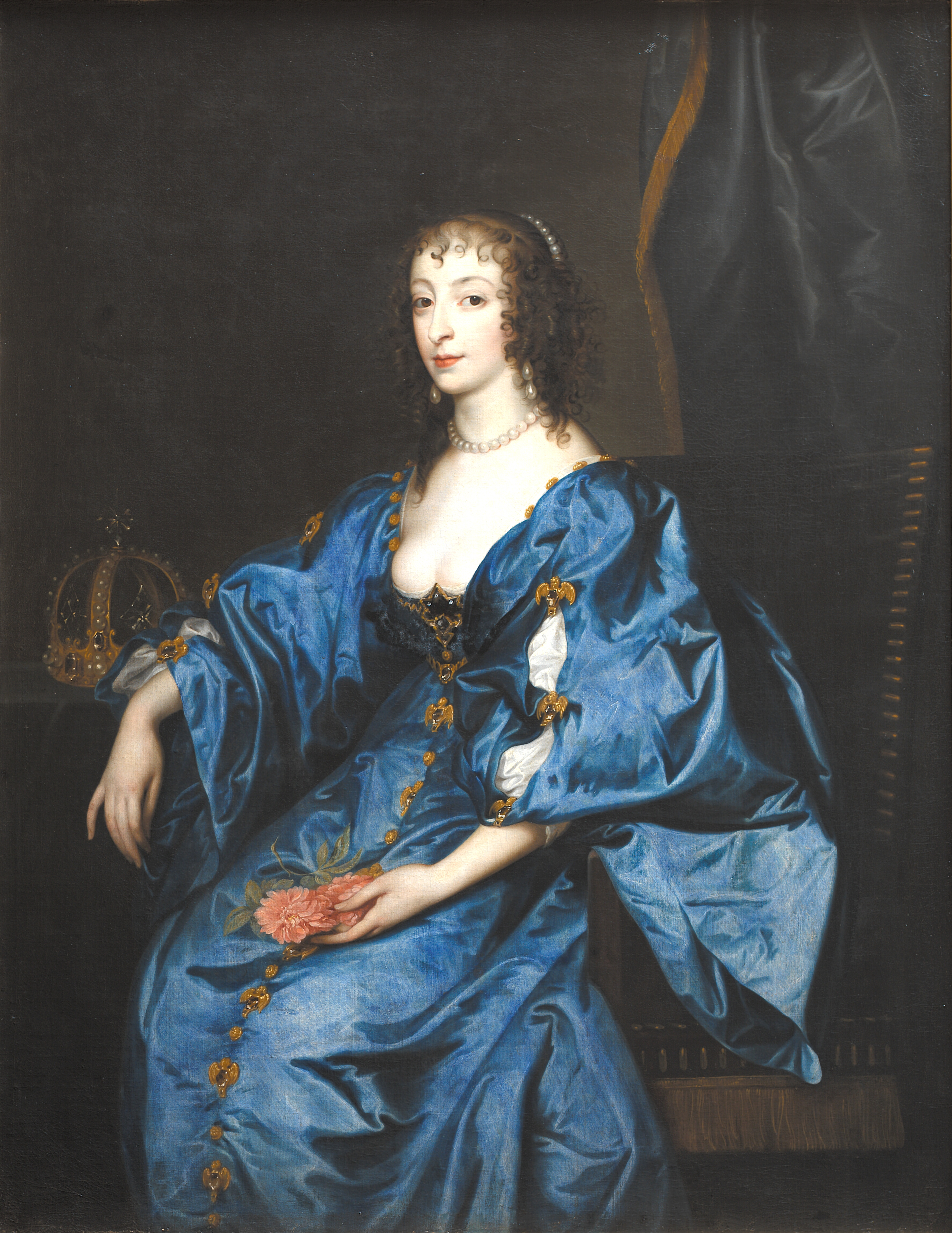
Henrietta Marie Bourbonská (* 25. listopadu)

- 18. února – Edward Hyde, 1. hrabě z Clarendonu, anglický státník, politik a spisovatel († 9. prosince 1674)
- 21. února – Raimund hrabě Montecuccoli, vojevůdce a vojenský teoretik († 16. října 1680)
- 18. března – Frederik III. Dánský, dánský a norský král († 9. února 1670)
- 22. března – Jan Kazimír II. Vasa, polský král († 16. prosince 1672)
- 16. května – Ferdinand Španělský, syn španělského krále Filipa III. († 9. listopadu 1641)
- 02. června – Žofia Bošňáková, uherská šlechtična († 28. dubna 1644)
- 28. července – Judith Leyster, holandská malířka († 10. února 1660)
- 29. července – Marie Gonzagová, italská princezna z rodu Gonzagů († 14. srpna 1660)
- 05. října – Paul Fleming, německý lyrický básník († 2. dubna 1640)
- 22. října – Karel II. Gonzaga, vévoda z Mayenne († 30. srpna 1631)
- 01. listopadu – Matthew Hale, anglický právník, státník a puritánský teolog († 25. prosince 1676)
- 23. listopadu – Žofie Eleonora Saská, hesensko-darmstadská lankraběnka († 2. června 1671)
- 25. listopadu – Henrietta Marie Bourbonská, anglická královna († 10. září 1669)
- 06. prosince – Mikuláš František Lotrinský, vévoda lotrinský a barský († 25. ledna 1670)
- neznámé datum
  - Ján X. Druget, maďarský šlechtic († 22. listopadu 1644)
  - Giovanni Domenico Cerrini, italský malíř († 1681)
  - Giovanni Benedetto Castiglione, italský malíř († 5. května 1664)
  - Pieter van Lint, vlámský malíř, kreslíř a návrhář tapisérií († 1690)
  - Kâtip Çelebi, osmanský polyhistor († 6. října 1657)

## Úmrtí

### Česko
- 17. ledna – Volf Novohradský z Kolovrat, šlechtic (* před 1550)
- 25. května – Kryštof z Lobkovic, příslušník tachovské větve šlechtického rodu Lobkowiczů (* 28. dubna 1549)
- 25. června – Julio Caesar, prvorozený nemanželský syn císaře Rudolfa II. a hraběnky Kateřiny Stradové (* 1586)
- 17. září – Jehuda ben Bazel známý jako rabbi Löw, pražský rabín a údajný tvůrce Golema (* ?)
- 08. října – Šimon Plachý z Třebnice, plzeňský městský písař, radní a primátor (* 1560)
- neznámé datum
  - Ladislav III. Popel z Lobkowicz, šlechtic z chlumické větve Lobkowiczů (* 1537)

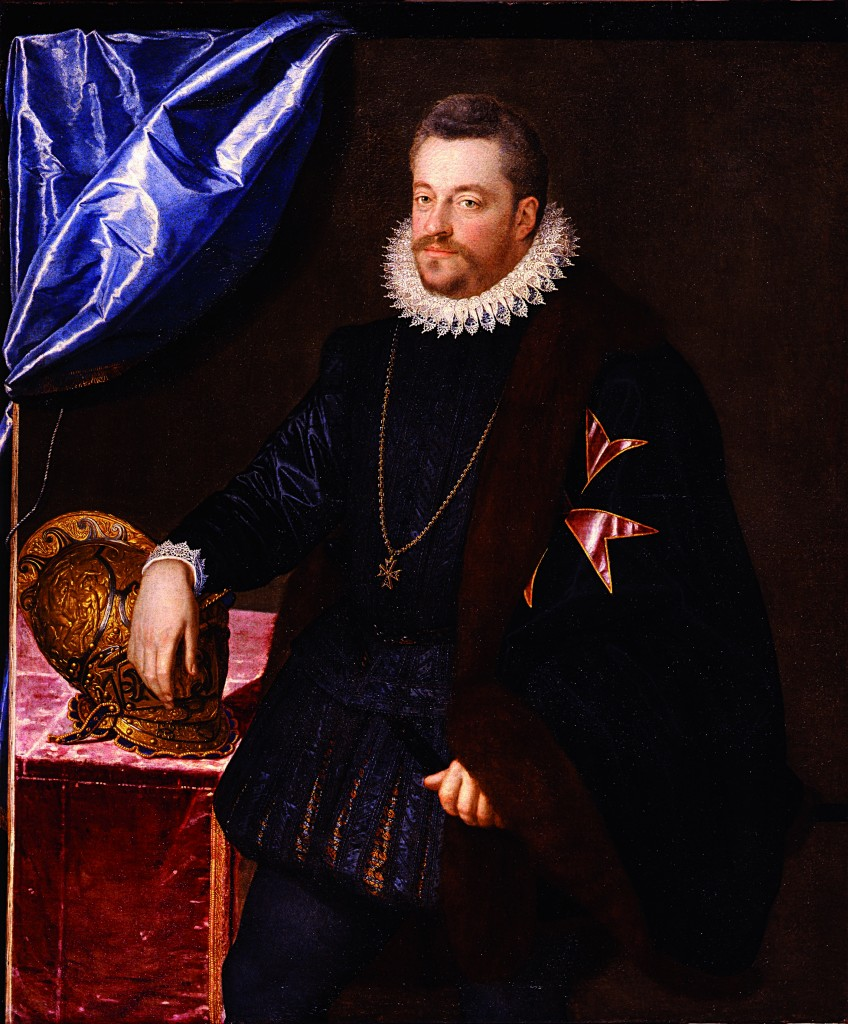
Ferdinand I. Medicejský († 3. února)

#### Svět
- 04. ledna – Giovanni Giacomo Gastoldi, italský hudební skladatel (* 1550)
- 21. ledna – Joseph Justus Scaliger, francouzský filolog a básník (* 4. srpna 1540)
- 03. února – Ferdinand I. Medicejský, toskánský velkovévoda (* 30. července 1549)
- 23. února – Margarita de Cardona, španělská šlechtična (* 1530)
- 04. dubna – Carolus Clusius, nizozemský botanik (* 19. února 1526)
- 7. dubna – Tiburzio Vergelli, italský sochař (* 1551)
- 14. dubna – Gasparo de Saló, italský houslař a virtuos na kontrabas (* 20. května 1540)
- 15. června – Annibale Carracci, italský barokní malíř (* 3. listopadu 1560)
- 08. července – Ludovico de Torres, italský kardinál (* 1552)
- 15. července – Annibale Carracci, italský malíř obrazů a fresek (* 3. listopadu 1560)
- 20. července – Federico Zuccari, italský manýristický malíř a architekt (* 1542/43)
- 09. října – Svatý Jan Leonardi, katolický kněz, zakladatel Společnosti kleriků Matky Boží (* 1541)
- 15. října – Joseph Heintz, švýcarský malíř (pokřtěn 11. června 1564)
- 19. října – Jakub Arminius, holandský teolog, zakladatel arminianismu (* 10. října 1560)
- 07. listopadu – Valentín I. Druget, zemplínský župan (* 1577)
- neznámé datum
  - John Dee, matematik, astronom, astrolog a alchymista (* 13. července 1527)
  - Kaspar Schwenckfeldt, slezský renesanční učenec (* 1563)
  - Tiburzio Vergelli, italský sochař a kovolijec (* 1551)
  - Giovanni Battista Braccelli, italský malíř a mědirytec pozdního manýrismu (* 1584)

## Hlavy států
- Anglie – Jakub I. Stuart (1603–1625)
- Francie – Jindřich IV. (1589–1610)
- Habsburská monarchie – Rudolf II. (1576–1612)
- Morava – Karel starší ze Žerotína
- Osmanská říše – Ahmed I. (1603–1617)
- Polsko-litevská unie – Zikmund III. Vasa (1587–1632)
- Rusko – Vasilij IV. (1606–1610)
- Španělsko – Filip III. (1598–1621)
- Švédsko – Karel IX. (1599–1611)
- Papež – Pavel V. (1605–1621)
- Perská říše – Abbás I. Veliký